# Karjat
Karjat (bengali: কারজাত, marathi: कर्जत) är en ort i Indien.   Den ligger i distriktet Raigarh och delstaten Maharashtra, i den sydvästra delen av landet, 1 200 km söder om huvudstaden New Delhi. Karjat ligger 57 meter över havet och antalet invånare är 34 554.
Terrängen runt Karjat är kuperad åt sydväst, men åt nordost är den platt. Runt Karjat är det tätbefolkat, med 369 invånare per kvadratkilometer. Närmaste större samhälle är Khopoli, 14,1 km söder om Karjat. I omgivningarna runt Karjat växer huvudsakligen savannskog.